# 중생 (불교)
중생(衆生)은 산스크리트어 사트바(sattva)의 번역어로 유정(有情)이라고도 한다. 모든 삶을 누리는 생류(生類)를 가리키며, 초목이나 흙·돌 같은 비정(非情) · 비유정(非有情) 또는 무정물(無情物)에 대하여 인간을 비롯한 의식감정을 지닌 생물을 말하고, 특히 미망(迷妄)의 세계에 있는 것의 뜻으로 쓰인다.

## 같이 보기
- 2종세간
- 5온
- 색(물질)

## 참고 문헌
- 이 문서에는 다음커뮤니케이션(현 카카오)에서 GFDL 또는 CC-SA 라이선스로 배포한 글로벌 세계대백과사전의 내용을 기초로 작성된 글이 포함되어 있습니다.